# Go-Daigo
Go-Daigo (後醍醐天皇, Go-Daigo-tennō, 26 november 1288 – 19 september 1339) was de 96e keizer van Japan, volgens de traditionele opvolgvolgorde.
Hij regeerde van 29 maart 1318 tot 18 september 1339). Go-Daigo probeerde in zijn regeerperiode de keizerlijke macht te herstellen ten koste van de Hojo-familie, die op dat moment als regenten van de shogun de meeste macht in handen had.

## Genealogie
Go-Daigo was vernoemd naar de voormalige keizer Daigo. Het voorvoegsel go- (後), kan worden vertaald als “later” of “tweede”, waardoor zijn naam vrij vertaald “Daigo de tweede” betekent. Zijn persoonlijke naam (imina) was Takeharu-shinnō (尊治親王).
Go-Daigo was de tweede zoon van de Daikakuji-tō keizer Go-Uda. Zijn moeder was Fujiwara no Chūshi/Tadako (藤原忠子), dochter van Fujiwara no Tadatsugu (Itsutsuji Tadatsugu) (藤原忠継/五辻忠継).

## Leven

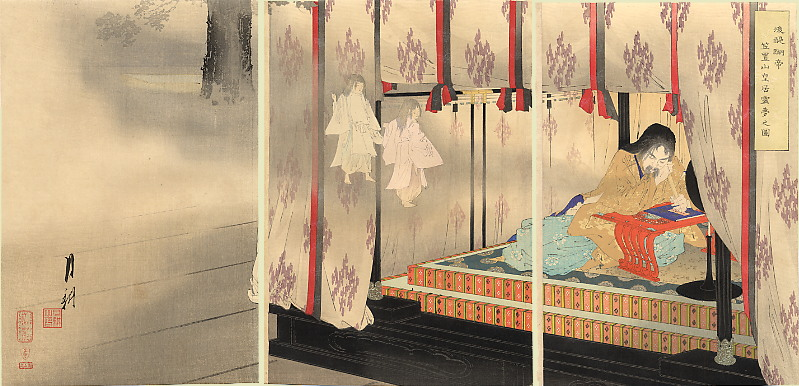
Go-Daigo slaapt en ziet geesten

Go-Daigo bouwde tijdens de eerste jaren van de regering een machtsbasis op door belangrijke personen, in het bijzonder tegenstanders van de Hojo aan zich te binden. Tot openlijke confrontatie kwam het in 1326. Sinds een opvolgingsconflict na het aftreden van keizer Kameyama in 1274, waren er twee takken in de keizerlijke familie die beurtelings het keizerschap in handen hadden. In 1326 verklaarde de bakufu dat Go-Daigo troonsafstand moest doen ten gunste van een kandidaat van de andere tak, maar hij weigerde.
In 1331 moest Go-Daigo vanwege de militaire dreiging van de Hojo uit Kioto vluchten, maar hij werd gevangen en het volgende jaar ging hij in ballingschap op de Oki-eilanden. Kogon werd door de Hojo tot keizer benoemd.
In 1333 ontsnapte hij, en kwam opnieuw in opstand. Generaal Ashikaga Takauji, die door de Hojo was uitgezonden om de opstand neer te slaan, liep over naar de partij van Go-Daigo, en veroverde voor hem Kioto.
Go-Daigo probeerde in de volgende jaren de Kenmu-restauratie door te zetten, waarin de keizerlijke macht zou worden hersteld naar model van de situatie in de Nara-periode. Zo weigerde hij de traditionele Fujiwara-regent te accepteren, en benoemde hij Ashikaga niet, zoals deze gewild had, tot shogun. Historici beschouwen zijn wijze van herstel van de keizerlijke macht als onrealistisch gezien de politieke situatie in de tijd. Een door de keizer beheerste bureaucratie zoals Go-Daigo die instelde had weinig kans in een tijd dat militair overwicht de werkelijke machtsbasis in Japan was.
Ashikaga kwam tegen de keizer in opstand, en hoewel hij aanvankelijk naar Kyushu werd teruggedwongen, wist hij later in 1336 Kioto te veroveren. Go-Daigo moest opnieuw vluchten, en verplaatste zijn hofhouding naar het Yoshino-gebergte in het zuiden. Ashikaga zette Komyo als stroman op de troon, en regeerde vanuit Kioto. Hiermee begon de periode van Noordelijke en Zuidelijke Hoven. Deze duurde tot 1392, toen keizer Go-Kameyama vanuit het zuidelijke hof naar Kioto terugkeerde na een (later niet vervulde) belofte dat de beide keizerlijke takken de macht zouden afwisselen.
* Regent Jingu staat niet op de traditionele lijst.